# 坂西一良
坂西一良（1891年1月26日—1946年9月16日）為大日本帝國陸軍軍人。最終階級为陸軍中將。勳一等旭日大綬章。

## 生平
鳥取縣日野郡黒坂村（現在日野町）出身。陸軍三等軍醫・稻田清淳長男、後為坂西利八郎陸軍中將收養。
米子中學校（現在米子東高校）、大阪陸軍幼年學校、中央幼年學校畢業。1911年（明治44年）5月、陸軍士官學校（23期）畢業。同年12月、任官步兵少尉、任步兵第10連隊付。1918年（大正7年）11月、陸軍大學校（30期）畢業。
1919年（大正8年）5月始、歷任參謀本部付勤務（德國班）、參謀本部員、參謀本部付（出差德國）等職務。1923年（大正12年）2月起至1926年（大正15年）6月擔任日本駐德大使館付武官補佐官。歸國後、歷任陸大教官、參謀本部員、教育總監部課員、陸大教官等職務。1932年（昭和7年）2月起至1934年（昭和9年）3月擔任駐德大使館付武官一職。
歸國後、經歷陸軍兵器本廠付。1934年8月、晉升為陸軍大佐就任陸軍省調査班長。歷任參謀本部付、關東軍參謀（第1課長）、步兵第59連隊長等職務。1938年（昭和13年）7月、進級陸軍少將。經歷陸大教官、陸大幹事、陸軍步兵學校長等職務。1940年（昭和15年）11月、派令再任駐德大使館付武官。翌年1月從東京出發，1943年（昭和18年）1月歸國。於德國任中1941年（昭和16年）3月、晉升陸軍中將。
1943年2月、擔任第35師團長，參與太平洋戰爭。抗日战争期间於1944年（昭和19年）4月、任日本支那派遣軍第20軍中將司令官，率所部侵战华中地区，曾经参与长沙会战，湘西会战等。1945年（昭和20年）8月日本投降后，率所部日本军队在湖南省长沙市岳麓山湖南大学科学馆二楼教室向王耀武将军投降。二戰后，作为乙级战犯，被东京国际军事法庭引渡回中国受审。1946年（昭和21年）9月病死於上海。

## 親族
- 妻 坂西はやえ 坂西利八郎的女兒
- 弟 稻田正純（陸軍中將）
- 女婿 黑川信夫（陸軍少佐）